# Cilla Dalén
Cilla Dalén, född 25 september 1959 i Västerleds församling, Stockholms län, är en svensk bibliotekarie, föreläsare och författare. 
Hon har studerat biblioteks- och informationsvetenskap vid Högskolan i Borås, samt pedagogik och litteraturvetenskap. Åren 2009–2019 arbetade hon som bibliotekarie på Hjulsta grundskola där hon var initiativtagare till skolans årligen återkommande arbete kring ALMA-priset. 2019–2024 arbetade hon på Enbacksskolan i Tensta.  
År 2017 debuterade Dalén som författare med den lättlästa biografin Astrid Lindgren – Ett liv, skriven med Annelie Drewsen. De har sedan dess skrivit ett flertal lättlästa biografier tillsammans. Dalén har även skrivit två böcker om litteraturarbete i skolan.   
Cilla Dalén är dotter till Uno och Ingrid Dalén.  

## Priser och utmärkelser
Svenska Akademiens bibliotekariepris 2022 tilldelades Cilla Dalén med motiveringen:     

Svenska Akademiens bibliotekariepris för år 2022 tilldelas Cilla Dalén, Enbacksskolan i Tensta, för hennes engagerade arbete kring litteratur och läsning och hennes förmåga att inspirera och sprida kunskap till såväl elever som kollegor. 

På världsbokdagen 2020 tillkännagavs att Dalén tilldelas Ingvar Lundbergpriset med motiveringen:    
Cilla Dalén tilldelas Ingvar Lundbergpriset 2020 för sitt engagerade arbete med att öka elevers läsintresse, läsutveckling och informationskompetens. I sin roll som skolbibliotekarie bidrar hon till inspiration och kunskapsspridning till lärare och elever på den skola där hon arbetar men också till allmänheten genom sociala medier och bloggar. Med sin kvalificerade kompetens lyfter och utvecklar Cilla Dalén skolbibliotekariens roll och betydelse för undervisning, lärande och läslust, helt i Ingvar Lundbergs anda. 
 För boken Selma Lagerlöf – Ett liv tilldelades Cilla Dalén tillsammans med Annelie Drewsen 2019 års Karin Söders Selma Lagarlöf-stipendium.

Dalén tilldelades 2018 års Greta Renborgs pris för god marknadsföring av bibliotek med motiveringen:
2018 års pris till Greta Renborgs minne tilldelas Cilla Dalén. Cilla Dalén är skolbibliotekarie på Hjulsta grundskola i Stockholm och en välkänd skolbiblioteksprofil. Hon arbetar engagerat och nära pedagogerna i skolan för att öka elevernas läsförmåga och medie- och informationskunnighet. Hon bidrar till inspiration och kunskapsspridning utanför Hjulsta grundskolas väggar, genom att dela sina erfarenheter och arbetssätt i sociala medier och bloggar. Hjulsta grundskolas arbete med ALMA-priset varje vår är ett av projekten som Cilla initierat. Genom läsning, litteratursamtal och eget skapande med inspiration från pristagarna och deras verk fokuserar hela skolan på läsning. Skolan har under detta projekt gästats av flera ALMA-pristagare.